# 國家發展委員會檔案管理局

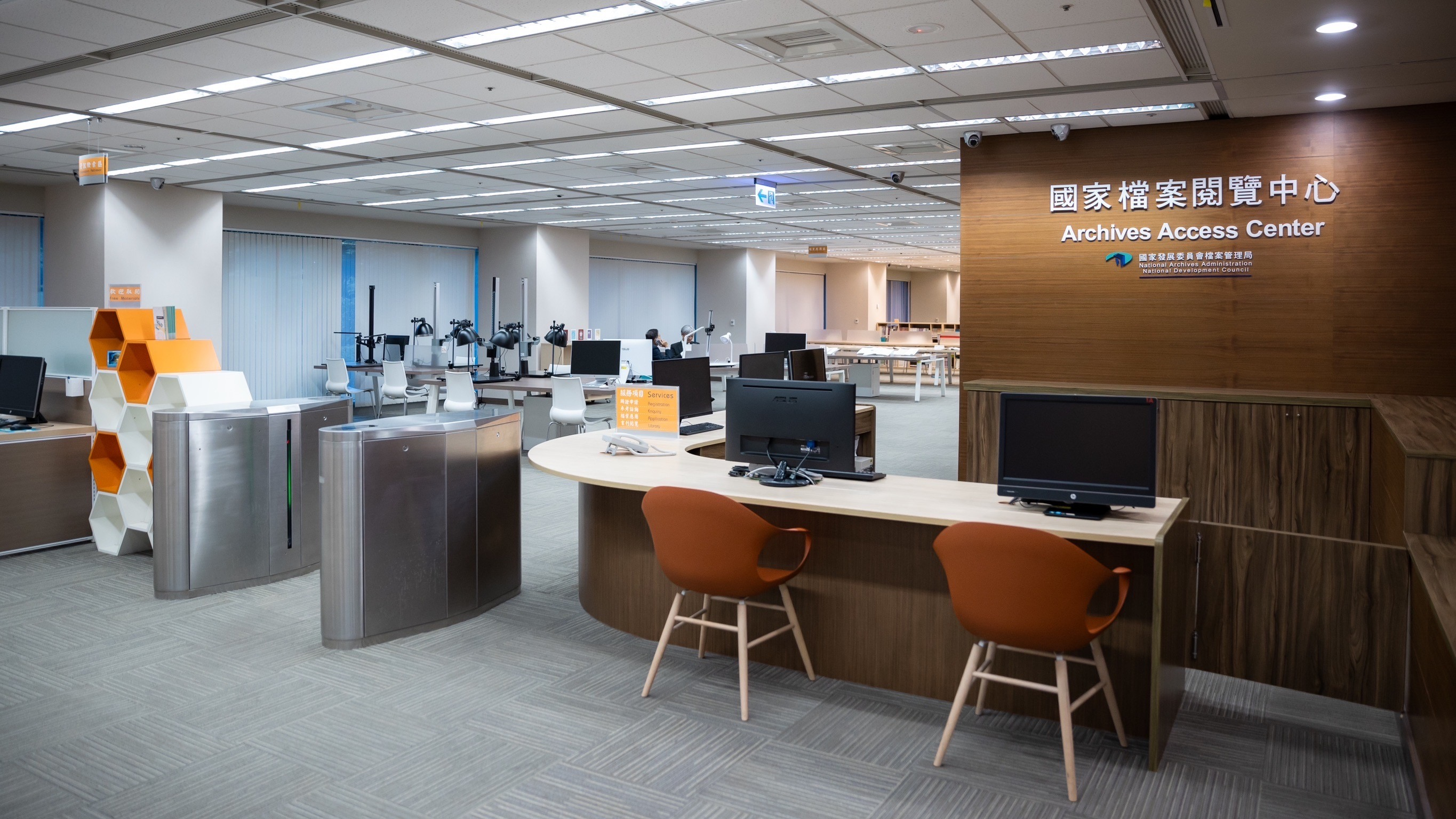
國家檔案閱覽中心

國家發展委員會檔案管理局（簡稱檔案管理局、檔管局）是中華民國政府檔案之最高主管機關，隸屬國家發展委員會，局本部位於新北市新莊區的行政院新莊聯合辦公大樓。主要掌理檔案法規之研修、檔案管理政策的研擬、檔案管理制度之推動、機關檔案管理作業的輔導與評鑑、檔案管理人員的培訓；以及負責國家檔案的徵集、移轉；以及提供國家檔案開放應用服務。
檔案管理局設有國家檔案閱覽中心，提供國家檔案和檔案學書刊資料之諮詢、閱覽、抄錄及複製等服務，並建置國家檔案資訊網，促進檔案之開放應用。

## 歷史
- 1999年12月15日，總統令，制定公布《檔案法》。第3條規定，行政院應於該法公布後二年內設立「檔案中央主管機關」掌理檔案事項。
- 2000年3月1日，行政院研究發展考核委員會成立「國家檔案局籌備處」，展開檔案管理組織、制度與相關法規建置工作。
- 2001年10月4日，立法院三讀通過《檔案管理局組織條例》。10月24日，總統令，《檔案管理局組織條例》公布施行。11月23日，「檔案管理局」正式成立，隸屬行政院研究發展考核委員會。
- 2002年1月1日，《檔案法》施行。
- 2002年3月1日，頒布《國家檔案閱覽中心使用須知》。
- 2011年4月29日，檔案管理局成立「電子檔案技術服務中心」。
- 2013年8月21日，總統令，制定公布《國家發展委員會組織法》與《國家發展委員會檔案管理局組織法》，檔案管理局改隸國家發展委員會。12月16日，檔案管理局搬遷至新北市新莊區行政院新莊聯合辦公大樓北棟9樓。12月26日，檔案管理局伊通街辦公室（臺北市中山區伊通街59巷10號）轉型為「電子文書檔案服務中心」，3樓電子檔案技術服務中心更名為「電子檔案保存實驗室」。
- 2014年1月22日，國家發展委員會成立，《國家發展委員會檔案管理局組織法》施行，檔案管理局同時更名為「國家發展委員會檔案管理局」。
- 2018年7月1日，配合行政院省級機關去任務化政策，檔案管理局接管臺灣省政資料館。

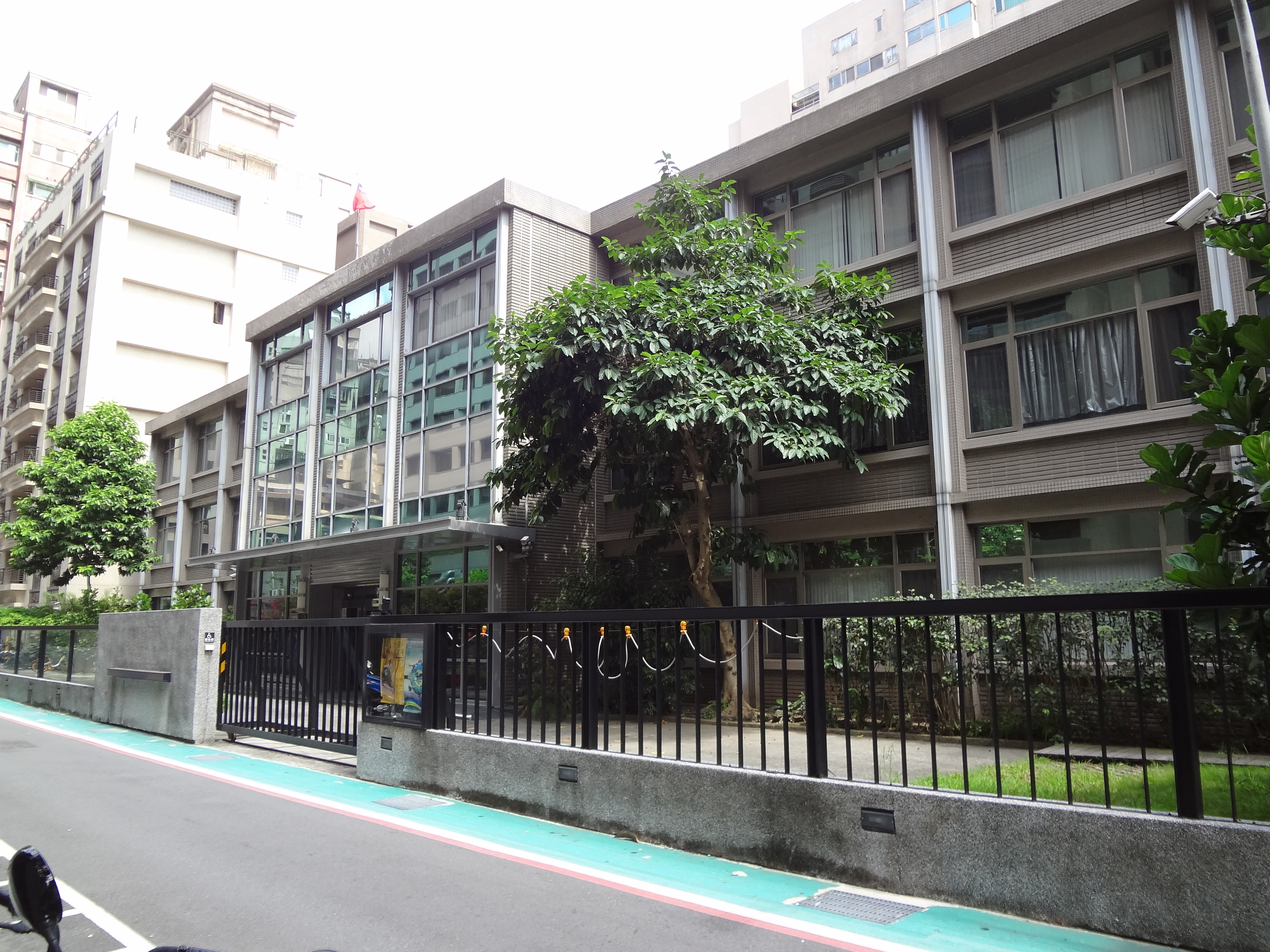
檔案管理局電子文書檔案服務中心

- 2021年，檔案管理局主管之國家檔案館動工興建，館址座落於新北市林口區林口社區運動公園南側，預定2025年底開幕。

## 歷任局長
| 任別                         | 姓名           | 就職時間       | 卸任時間       |
| 檔案管理局局長               | 檔案管理局局長 | 檔案管理局局長 | 檔案管理局局長 |
| ---------------------------- | -------------- | -------------- | -------------- |
| 1                            | 陳士伯         | 2001年11月23日 | 2008年7月15日  |
| 代理                         | 施宗英         | 2008年7月16日  | 2008年8月31日  |
| 2                            | 林慈玲         | 2008年9月1日   | 2009年9月24日  |
| 代理                         | 施宗英         | 2009年9月24日  | 2009年12月20日 |
| 3                            | 陳旭琳         | 2009年12月21日 | 2014年1月21日  |
| 國家發展委員會檔案管理局局長 |                |                |                |
| 1                            | 陳旭琳         | 2014年1月22日  | 2016年6月30日  |
| 2                            | 林秋燕         | 2016年8月2日   | 現任           |

## 組織
- 局長
  - 副局長
    - 主任秘書

另設國家檔案管理委員會，負責檔案之判定、分類、保存期限、其他爭議事項之審議，並兼檔案管理與應用政策之諮詢工作。
業務行政單位
- 企劃組
- 檔案徵集組
- 檔案典藏組
- 應用服務組
- 文書檔案資訊組
- 秘書室
- 人事室
- 主計室

所屬機構
- 電子文書檔案服務中心
- 臺灣省政資料館

## 檔案
國家檔案
檔案局保有228事件、美麗島事件及其他重大事件檔案；並辦理裁撤機關(構)（行政院九二一震災災後重建委員會、臺灣機械股份有限公司及高雄硫酸錏股份有限公司等）、民營化之公營事業機構（臺鹽實業股份有限公司、中華電信股份有限公司、中央再保險股份有限公司）及中央政府與地方政府機關1949年以前（大陸時期）的檔案徵集移轉，並接受中華文化總會、私人團體珍貴文書之捐贈。

## 交通

### 公車
搭乘257、615、617、622、813、835、內科通勤1、藍18等公車，至中平國中站或中原中平路口站下車後，步行前往。
搭乘652、橘17、982、813區間車、859、新巴士F208等公車，至行政院新莊聯合辦公大樓站下車。

### 台北捷運
搭乘捷運 板南線至新埔站下車，5號出口轉搭下列公車：
轉搭813、藍18公車，至中原中平路口站下車後，步行前往。
轉搭982、813區間車等公車至行政院新莊聯合辦公大樓站下車。
搭乘捷運 環狀線至新北產業園區站下車，出口轉搭982公車至行政院新莊聯合辦公大樓站下車。
搭乘捷運 松山新店線至大坪林站下車，3號出口轉搭982公車至行政院新莊聯合辦公大樓站下車。
搭乘捷運 中和新蘆線(往迴龍方向)，至頭前庄站下車，1號出口直行至臺北醫院站轉搭下列公車：
轉搭257(往新莊高中方向)、813(往五股方向)或藍18公車，至中平國中站或中原中平路口站下車，步行前往。
轉搭982公車(往新莊方向)、813區間車，至行政院新莊聯合辦公大樓站下車。

### 桃園機場捷運
搭乘桃園機場捷運線至新莊副都心站下車後，步行前往。

### 自行開車
可停車於行政院新莊聯合辦公大樓地下2樓停車場，開車由中環路入口，新北大道出口。請抽紙卡進出，離開大樓前必需先出地下室停車場電梯後，經繳費機消磁，再由地面層出口處交門機收回方可離開。

## 外部連結
- 官方网站
- 電子檔案線上百科
- 檔案局：典藏國家記憶的Facebook專頁
- YouTube上的TAIWANarchives頻道